# 清水英彰
清水 英彰（しみず ひであき、旧芸名：清水 英明、1958年8月23日 - ）は、日本の俳優、タレント、元漫才師。

## 人物・来歴
大阪府和泉市出身。血液型はB型。アルパチーノ、ロバート・デ・ニーロに憧れて俳優を志す。日本芸術専門学校演劇科、ゼン・ヒラノアクティングゼミナールを経て黒沢良事務所、出海企画、イーストウエスト、テキサススリーピタゴラスなど漫才を経てタレントに転身。声帯模写、バルーンを用いた演芸を得意とする。ボーイズバラエティ協会、趣味は野球音楽。声優・ナレーターの黒沢良の弟子であり、黒沢良事務所とマネジメント提携もしている。
インターネットラジオ「ヒデアキ&マユミのいくつになっても」のパーソナリティを務める。音楽活動も行っており、夢の応援歌と称したCD「夢の三連単」を製作。2009年2月より巣鴨駅前で歌手活動をスタートさせる。巣鴨周辺では話題となる。幾度もゲリラライブを敢行し再三警察から厳重注意を受けている。その後　東京スカイツリーMUSASHi　カモメ泣くなよ　ゆきこ　君に会いたい　シングル　アルバムを制作し都内関東周辺、全国各地80かヶ所以上を飛び込みキャンペーンでまわる。

## 出演

### テレビ
- スタードッキリ秘報告(フジテレビ)
- ごっつうええかんじ(フジテレビ)
- ザ・テレビ演芸（テレビ朝日）
- どんまい!!スポーツ＆ワイド(日本テレビ)
- 東京Tokyo.Boy(MXテレビ)
- 爆竜戦隊アバレンジャー 第4話（テレビ朝日） - 内海博士 役
- 月曜ミステリー劇場 十津川警部シリーズ33 東北新幹線はやて殺人事件（TBS系列）
- めだか（フジテレビ）
- はるちゃん1、2、3（フジテレビ）
- 結婚式へ行こう(TBS)
- 火曜サスペンス劇場 父と娘の真実・病院長のわいせつ行為を告発した女の転落死（2002年12月2日、日本テレビ）
- 大河ドラマ 徳川慶喜（NHK） - 官軍参謀 役
- 流通戦争(NHK)
- ナース物語 第4話（チバテレビ）
- 土曜BANGBANG（チバテレビ）レギュラー
- ハッピー夢ステーション(KBS京都)レギュラー
- ハッピー歌う音ステージ(KBS京都)司会
- チマタの噺(テレビ東京)満島ひかり　気になる巷
- 2023年あらびき団真夏の２週連続30分SP2週目　(イチ押しパフォーマー視聴者投票で第2位となる)
- 紅白歌の競演(KBS京都)
- 歌旅きょうの夜(KBS京都)
- 演歌TV.COM(サンテレビ)
- スター紅白歌合戦(テレビ埼玉)
- こころの演歌(栃木テレビ)
- 出番ですよ(チバテレビ)

### 映画
- 菊次郎の夏
- プレイボール
- バグ
- 元気屋の戯言

### Vシネマ
- 疾走ヤンママトラッカー2
- 真雀鬼9
- 義戦2
- 竹中正久の生涯(後編)
- 昭和博徒外伝
- 大日本平和会(入門篇)
- 暴力商売　金融餓狼伝2

### CM
- マクドナルド
- アデランス
- JA共済自動車共済
- セコム
- 住友林業
- 日本サプリメント豆鼓エキス粒タイプ
- 満天の湯(手賀沼観光リゾート)
- ソルマック
- 丸井フレッシャーズ

### 舞台
- ロックミュージカル・はらじゅくグラフティ（1985年、徳永英明・七瀬なつみ（滝川美千代名義）と共演
- 昇り龍と茶碗
- ドリトル先生漂流記(宝田明ミュージカル劇団)
- 演歌ミュージカル西遊記
- 渋谷見番寄席
- 横山やすしの漫才教室(コメディシアター)
- シアターD(渋谷)
- 大須演芸場(名古屋)
- 若竹(東陽町)
- 末廣亭(新宿)
- 東洋館(浅草)
- 国立演芸場

(ライブハウス)
- 新宿ルイード
- 渋谷エピキュラス
- 5htストリート(大阪)
- ヒルズパン工場(大阪)

### その他
- 日産セレナ　モノより想い出(ボスター)
- エレベータ三菱電機（ポスター）[要出典]
- 日本公営交通局(ボスター)
- 交通局（ポスター）[要出典]
- R-1ぐらんぷり2006 - 1回戦